# Darieo
Darieo (en griego Δαρίειον) fue una antigua ciudad de Asia Menor. Esteban de Bizancio la menciona como una ciudad de Frigia. También menciona una Dorieo, una ciudad de Frigia, que algunos suponen que se trata del mismo lugar. Plinio menciona también un Doron, o Dorio según aparece escrito en algunos manuscritos, en Cilicia Traquea, que también debe ser el mismo lugar.